# Пасо, Хосе Мария
Хосе́ Мари́я Па́со То́ррес (исп. José María Pazo Torres; род. 4 апреля 1964, Вальедупар) — колумбийский футболист и футбольный тренер. Известен по выступлениям за колумбийский клуб «Атлетико Хуниор».
С 2005 года занимает пост тренера молодёжной сборной Колумбии.

## Карьера

### Клубная
С 1990 года Пасо начал выступать за колумбийский коллектив «Атлетико Хуниор» из города Барранкилья. В 1993 и 1995 годах он вместе с командой становился победителем национального чемпионата. В 1997 году помог клубу одержать победу в международном турнире Reebok Cup. Всего же с 1990 по 1997 годы Пасо отыграл более 300 матчей за «Атлетико Хуниор». После ухода из команды вратарь играл за ряд других колумбийских клубов. В частности, в 1998 году Пасо, выступая за «Атлетико Насьональ», выиграл Кубок Мерконорте. В 2000 году колумбиец завершил игровую карьеру

### В сборной
Пасо играл за сборную Колумбии с 1993 по 1995 годы, провёл за неё только 3 матча, по одному в каждый год. Он оставался в тени других голкиперов страны — Оскара Кордобы и Фарида Мондрагона. В качестве третьего вратаря Хосе Мария ездил на Кубок Америки по футболу 1993 в Эквадор, где колумбийцы взяли бронзовые медали. Также был включён в заявку на Чемпионат мира по футболу 1994 в США, где его соотечественники не вышли из группы А.